# Miljan Govedarica
Miljan Govedarica (Sarajevo, 26 maggio 1994) è un calciatore bosniaco, centrocampista dello Slavija.

## Carriera
In carriera ha giocato 10 partite di qualificazione per l'Europa League, realizzandovi anche tre reti.